# 第九任博士
第九任博士（英語：The Ninth Doctor）是英國科幻電視劇《異世奇人》中的第九任博士，由英國演員克里斯多福·艾克斯頓在劇集2005年重啟後的首個系列中飾演此角。第九任博士與過去的博士均是一種能夠穿越時空的類人外星人——時間領主，當他受到嚴重傷害時，能夠通過重生令生命得以延續。
劇組在設計第九任博士時試圖將他與前任博士們塑造得與眾不同，特別是性格上沒有那麼古怪這點。同時，為滿足現代觀眾的口味，博士在初遇羅絲·泰勒時就給予對方獨立和勇敢的印象。除了泰勒外，博士身邊的同伴還有安迪·米切爾和傑克·哈克尼斯。其中，博士又與泰勒和傑克最為親密。然而，三人最終因不同的原因而被迫分離。
第九任博士得到影評人和觀眾的喜愛。2006年，《異世奇人雜誌》的讀者選出他為最受歡迎博士的前三位。報章和科幻小說評論家普遍認為艾克斯頓演活博士一角，並替《異世奇人》重振聲名。另一方面，博士與其天敵戴立克的對決也得到讚賞。艾克斯頓因博士一角贏得數個獎項，當中包括2005年國家電視獎的最受歡迎男演員獎。

## 經歷

### 電視劇
第九任博士於〈羅斯〉一集首次登場。在這一集，他與19歲的百貨公司售貨員蘿絲·泰勒相遇，二人合力擊退名為塑料人的外星生物。此後，博士邀請泰勒乘坐TARDIS，一同冒險。隨後，博士帶泰勒到五億年後的世界，見證太陽把地球燒成焦土的一刻。在劇中，博士透露他是碩果僅存的時間領主，其同類早於他兒時已滅絕。然後，他們回到1896年的卡迪夫，並遇上作家查爾斯·狄更斯。博士之後與泰勒返回當代的倫敦，卻在陰錯陽差之下遲了一年才歸來，這令泰勒的男友米基·史密夫被警方認為是殺害泰勒的兇手。同時，博士發現外星人斯里汀（Slitheen）意欲入侵地球，但他們的陰謀最終在米基的協助下被化解。為感謝米基，博士請他一同遊歷，但遭到拒絕。在〈仇人碰面〉一集，博士重遇其仇人戴立克，一種發動時間戰爭、導致時間領主近乎滅族的外星生物。
在擊敗戴立克後，博士邀請少年安迪·米切爾登上，並前往公元20萬年的一太空站。在這兒，米切爾企圖把當時的科技帶回他身處的年代，這使他最終被博士逐走。之後，博士隨泰勒回到她父親彼德離世當天。博士警告泰勒不可輕舉妄動，否則後果會非常嚴重。然而，泰勒還是沒有理會博士的勸告，堅持救回其父。這使得悖論產生，時間為之大亂。幸而，彼德決心一死以修復時間線。來到1941年的倫敦，博士遇到來自51世紀的「時間特工」傑克·夏尼斯上校。一部載滿「納米基因」的飛船將會被炸毀，屆時全球人類變得一模一樣。最終，在博士和傑克的力挽狂瀾下，終於化解這場災難。此後，傑克成為TARDIS的坐上客。三人未幾不明不白的被一道白光吸走，原來這是戴立克的陰謀，目的是為了消滅博士。最終，博士雖然戰勝對手，但為了救回泰勒一命而死去，最終重生為第十任博士。
第九任博士自2005年的系列1完結後就不會再出現，但他還是在2013年《異世奇人》50年周年特輯〈博士之日〉再現。儘管艾克斯頓沒有參與這集的演出，但他的身影仍在鏡頭前展現。

### 小說和漫畫
第九任博士首見於新冒險記小說的前六部，這幾部作品均配合電視劇的劇情發展。首三部小說：《順時針的人》、《怪獸內部》和《勝者為王》均在2005年5月19日出版，並以博士和泰勒為主角。《怪獸內部》講述博士首次帶泰勒到外星—珊瑚星（Justicia），而在〈核爆城市〉一集中，泰勒就提到她到訪過這星球。第二批關於第九任博士的小說在2005年9月8日發行，三部小說分別名為：《另眼相待》、《唯一的人類》及《盜夢者》。博士、泰勒和傑克是這三部小說的主角。除了《唯一的人類》外，上述五部小說均涉及到電視劇系列1的故事線—惡狼，儘管博士在劇中並沒有意識其關連。第九任博士還出現於查理·希格森的《巴比倫之獸》，這是一部為紀念《異世奇人》五十周年的電子書，內容為博士在〈羅斯〉一集後幾乎消失，但最終及時重現，並帶泰勒登上TARDIS。
第九任博士也曾出現在2005年至06年間的《異世奇人雜誌》漫畫連載。此外，博士還在文雜《異世奇人2006年年鑑》（Doctor Who Annual 2006）中的短文《我會在聖誕假期做什麼》登場。這作品講述博士被困在1985年，而TARDIS消失無蹤，這故事最終被改編成電視劇系列3的〈眨眼〉。博士同時在兩部IDW漫畫出場，分別為《異世奇人：遺忘》和《異世奇人：囚犯之時》。

### 有聲書
第九任博士還見於《異世奇人》50年周年出版的有聲書《博士的命數：耳語之夜》，替他配音的是尼古拉斯·布里格斯。

## 製作

### 選角

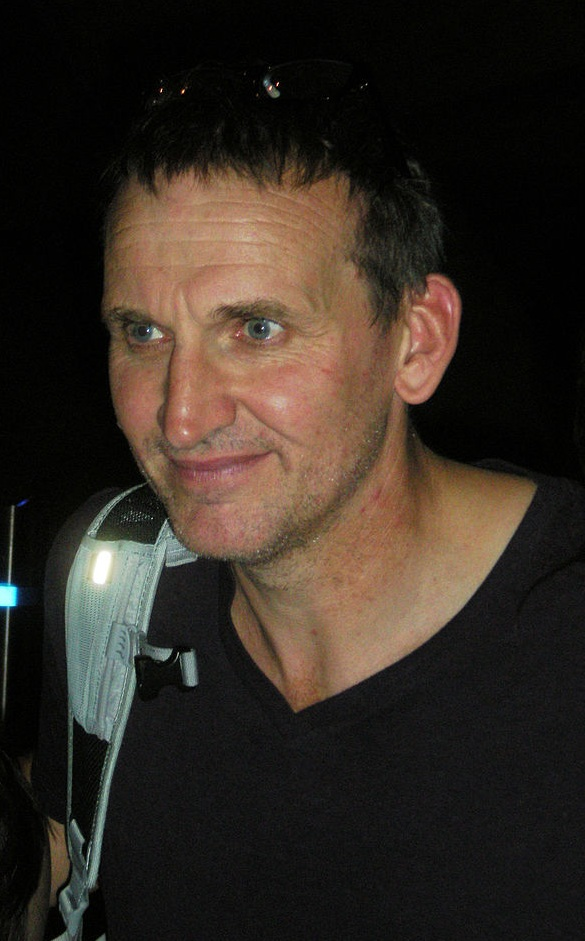
2004年3月22日，英國演員基斯杜化·艾克斯頓被確立為第九任博士。

在《異世奇人》中，博士並非只由一人飾演；每當博士在劇中離世後，即會重生為下一任博士。博士重生的概念是源於1966年，因時任博士的飾演者不能再參演所致。直至1996年，博士一角共由八名演員扮演過。在2003年，BBC製作一部名為《沙拉克的恐懼》的動畫，並上傳到其官方網頁，而替博士配音的則是英國演員理查德·E·格蘭特。BBC同時也宣佈格蘭特將會成為第九任博士。然而，格蘭特後來並沒有出演博士一角，取而代之的是基斯杜化·艾克斯頓。
艾克斯頓出任第九任博士一角的消息是於2004年3月22日公佈。BBC的製作團隊指他是詮釋博士的第一人選，其它的人選則有、理查德·E·格蘭特、安東尼·海德、艾迪·伊扎德、曉·格蘭特和艾倫·戴維斯。執行製作人拉塞爾·T·戴維斯稱艾克斯頓的出演「可令劇集更上一層樓」。艾克斯頓在《BBC早餐》的訪問中指出色的劇本是使他決定參演的主因，又稱與戴維斯的合作「很棒」。同時，艾克斯頓在劇集開鏡前還通過電郵向戴維斯表示得以參演的喜悅，又很享受新的戲路。不過，他也坦言被戴維斯選中或許「是個危機」，因他不太懂得演喜劇，又預言可能會因個性與歷來博士不一而最終對演出反感。
2005年3月20日，BBC確定艾克斯頓將不會參與《異世奇人》系列2的演出，因他不想再次扮演同一角色。同年4月，電視台稱他們在未有咨詢艾克斯頓下就安排他繼續參演下個系列，並就此道歉。2010年，艾克斯頓在《約克晨報》的專訪中否認是因不想再次扮演博士而辭演，明言離開是工作環境不愉快所致。他說：「我覺得不舒服，如果我繼續演下去，對某些事視而不見，我認為這是錯的。我相信做回自己遠比取得成功更為重要，故此我選擇離開。更重要的是，我走了，這使一切重回正軌。我為此引以為傲」。2013年3月，有消息指艾克斯頓會參與《異世奇人》50周年特輯的演出，但經考慮後，艾克斯頓還是拒絕參演。據悉，如他參與演出的話，有望在劇中會飾演戰爭博士一角。

### 性格塑造
艾克斯頓在2004年4月的訪問中指他不覺得第九任博士是古怪和浮誇的。拉塞爾·T·戴維斯指第九任博士會除去舊有博士奇怪的個性，解釋道：「他身為時間領主，穿越時空、遊歷宇宙，還有兩顆心臟，這已經夠怪了。」此外，為與前任博士一致，艾克斯頓須在劇中說地道的北部口聲。他認為博士是「一個聰明的科學家，常人相信這些人就應說公認發音，這說法無疑是荒謬的」。至於第九任博士身穿黑皮衣和牛仔褲的形象，艾克斯頓說：「我不想穿回跟我同一風格的服飾」，又指這打扮是想凸顯博士「略有的陰暗面」又同時帶出光明的一面 。執行製片祖利亞·加德納覺得第九任博士使艾克斯頓變得「熱情而輕佻」。艾克斯頓認為博士具有積極向上的個性，指：「每個博士都是這樣，均相信『活著多好』的道理」。在兒童新聞節目《Newsround》的訪問中，他指博士的信條可鼓勵幼兒愛惜生命，但同時他認為博士與兒童們喜愛的英雄有所不同，蓋因博士是「頑固的」，故此「迪士尼內沒有人會喜歡他」《倫敦標準晚報》的麥修·史威特指第九任博士是「勇敢、博學而聰明的」，卻「粗枝大葉」。
劇中有一條鬆散的故事線是關於博士對他自己身為唯一一名時間領主的看法。艾克斯頓認為〈仇人碰面〉一集向觀眾道明為何博士會這樣，以及「他對過去的想法」。拉塞爾·T·戴維斯強調第九任博士帶有生存的內疚感，這也解釋了為何他總是「穿著深色的皮衣，獨自穿越宇宙，說『不要碰我』」。戴維斯認為該集為博士帶來了「一些治療」，令他「隨後振作起來」。在系列1的最終回〈背水一戰〉中，博士為救回泰勒一命而捨棄了其生命。戴維斯指這是時間就時間戰爭的伏線和博士與泰勒的關係畫上句號。於劇中飾演傑克的約翰·巴洛曼相信博士捨己救人是一種宣洩，為的是「負起時間領主遭到滅族的責任」。

### 同伴
自1963年《異世奇人》首播起，博士身邊就有多人與他結伴同遊，提醒他須擔起一些「道德義務」。當中，第九任博士的首席女拍檔就是由比莉·派佩出演的羅斯·泰勒。這消息是於2004年3月宣佈的。祖利亞·加德納相信派佩是飾演那個「獨一無二」且「朝氣蓬勃」的同伴的不二人選。派佩得以參演的消息公佈後，傳媒聚焦在泰勒比以前的同伴更獨立和勇敢。在劇組未公佈派佩參演前，艾克斯頓曾笑言：「我要在尖叫聲旁奔跑」。然而，當消息流出後，他則稱泰勒沒有過住的同伴般的脆弱，又稱讚她和博士一樣的「勇敢、博學和聰明」，還救過博士一命。因此，他相信泰勒是個教博士控制情緒的「女英雄」。至於二人的關係，博士相信二人是「一見鍾情的」，儘管他認為這是一段不太尋常的戀情。影評人也有關注這段關係，在《誰是博士?》（Who is the Doctor?）一書，兩名作者就博士於〈背水一戰〉中親吻了泰勒表示歡喜，就算博士最終因此而死。
安迪·米切爾於〈仇人碰面〉後成為博士的同伴。早在2003年，拉塞爾·T·戴維斯已構想這角色。相比泰勒，米切爾並不是一個可靠的同伴。戴維斯表示：「我早已想把一個無用的同伴加入劇中」，而米切爾「正是這種人」。在劇中，當博士到米切爾帶回家後，他就說：「我只會帶最好的（同伴），而我已有了泰勒」。麥卡爾平在BBC美國的網誌評論米切爾做事不願後果，使得博士對他失去耐性，最終被逐走。因此，他已成為了傳士所有同伴的壞榜樣。從系列1的第9集起到最後一集，傑克均與博士和泰勒同行。隨著故事的發展，傑克由一名膽小之輩變成英雄人物。對於博士、泰勒和傑克三人的關係，約翰·巴洛曼認為他們有著「微妙的性化學反應」。他分析，博士親吻泰勒是出於「愛和尊重」，認為這是系列1中最重要的一幕，並對博士的離開感到可惜。

## 評論

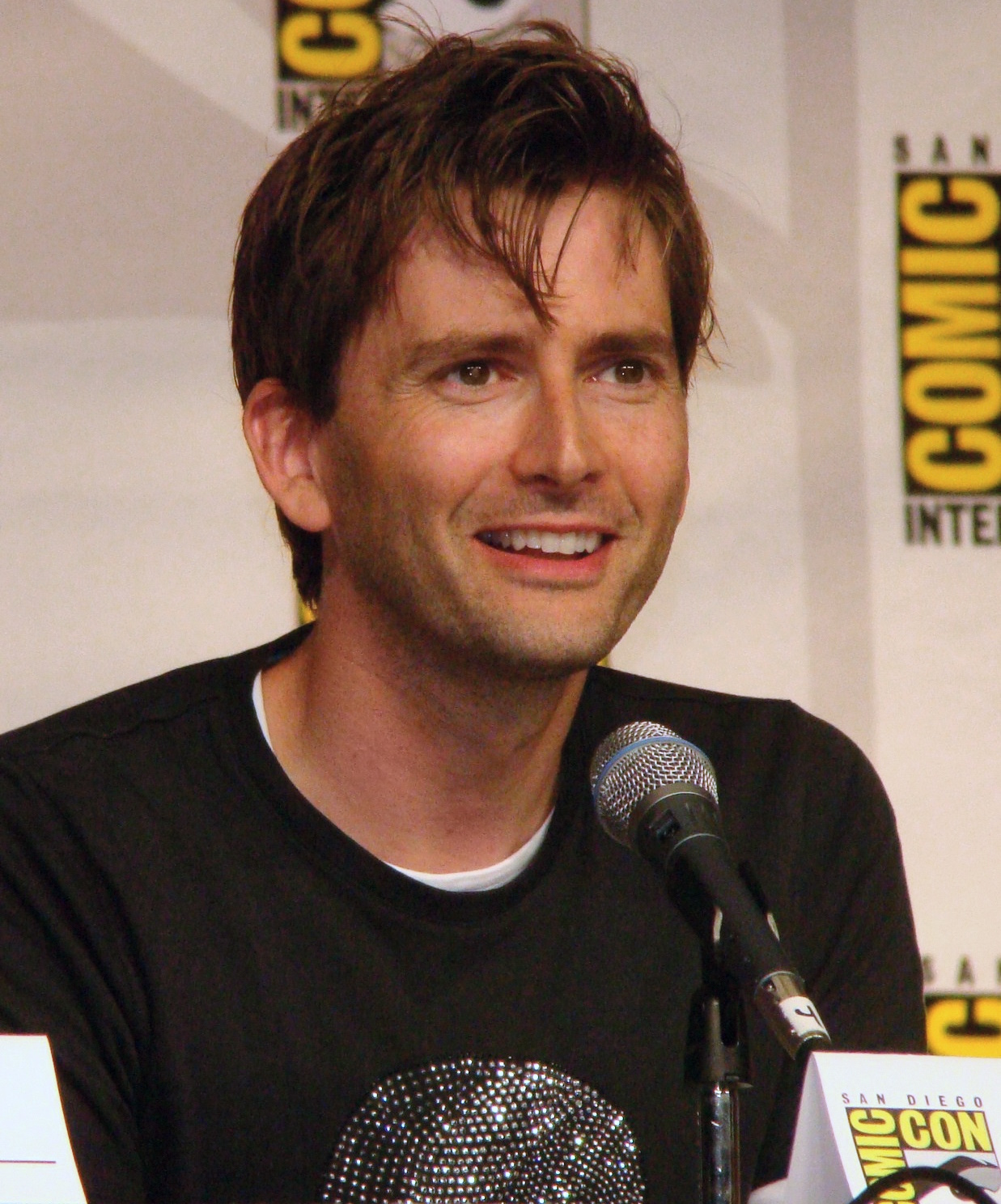
在艾克斯頓宣佈辭演後，大衛·田納特接任為第十任博士

第九任博士取得廣泛的好評。英國週刊《旁觀者》的占士·達寧波爾指第九任博士與第四任博士有不少相同之處，二人都是「滑稽、博學和討人喜歡的」，又覺得艾克斯頓扮演的第九任博士成功地把《異世奇人》黃金時代帶到現在。ABC的製作總監莫雷納·曼祖卡斯認為充滿活力的艾克斯頓可吸引劇集忠實粉絲和新觀眾。她又把系列1最終累積1千萬人觀看的佳績歸功於艾克斯頓。替蘇格蘭的《先驅報》寫評論的艾德·麥克拉肯把第九任博士和隨後兩任的博士作比較，相信因艾克斯頓為劇集帶來的好評，大衛·田納特所演的第十任博士會感到壓力。《經濟之聲》的理查德·戴妢斯同意這點，又指第九任博士是歷年來最好的博士。
與達寧波爾一樣，Den of Geek網站的安德魯·麥卡錫也感到第九任博士和第四任博士如出一轍。麥卡錫指由艾克斯頓出演的系列1是「第7季的當代版」，並讚揚以時間戰爭的故事線成功的帶出博士的陰暗面。同時，他又將第九任博士和第一任博士作比較，指二人均在遇到人類好友後變得積極起來。麥卡錫還表揚艾克斯頓對戴立克所表露出的憤怒把博士與其仇人的對立高了一個層次。最後，麥卡錫更稱艾克斯頓看演出使得《異世奇人》達到顛峰，並預計他的繼任者、更有名氣的田納特也不能令劇集去到這程度 。艾克斯頓還得到其他人的讚賞﹕《悉尼晨鋒報》的羅比·奧利華誇讚第九任博士是繼第四任博士後「最出色的時間領主」，飾演第七任博士的西爾維斯特·麥考伊大讚艾克斯頓演得像個博士。
第九任博士之名也為艾克斯頓帶來不少的榮譽。他在2005年贏得國家電視獎的最受歡迎男演員獎、電視選擇獎的最佳男主角獎，以及由《SFX》讀者選出的最佳男演員獎。同年，他還以59.42%當選為BBC線上的最佳男主角。翌年，《異世奇人雜誌》舉辦投票讓讀者選出史上最棒的博士。最終，艾克斯頓取得第三名。2011年4月，《IGN》雜誌製作同類的排行榜，艾克斯頓也是排名第三，並稱他是個「新的里程碑」。在2012年，美國的《娛樂周刊》讓讀者票選最受歡迎的博士，第九任博士位列第四。
雖然如此，並非所有人也喜歡第九任博士。報章《舞台》的哈利·威寧直指艾克斯頓是劇集「最令人失望之處」，蓋因他看起來令人不舒服。第五任博士的扮演者彼得·戴維森對艾克斯頓辭演一事頗有微言。

## 資料來源
1. ↑  拉塞爾·T·戴維斯, 基思·保克, 菲爾·哥連臣. . . 第1季. 第1集. 2005-03-26. BBC.
2. ↑  拉塞爾·T·戴維斯, 伊雲·羅蘭茲, 菲爾·哥連臣. . . 第1季. 第2集. 2005-04-02. BBC.
3. ↑  拉塞爾·T·戴維斯, 伊雲·羅蘭茲, 菲爾·哥連臣. . . 第1季. 第3集. 2005-04-09. BBC.
4. ↑  拉塞爾·T·戴維斯, 基思·保克, 祖利亞·加德納. . . 第1季. 第4集. 2005-04-16. BBC.
5. ↑  拉塞爾·T·戴維斯, 祖·艾荷尼, 祖利亞·加德納. . . 第1季. 第5集. 2005-04-23. BBC.
6. 1 2  拉塞爾·T·戴維斯, 基思·保克, 祖利亞·加德納. . . 第1季. 第6集. 2005-04-30. BBC.
7. 1 2  拉塞爾·T·戴維斯, 拜恩·格蘭特, 菲爾·哥連臣. . . 第1季. 第7集. 2005-05-07. BBC.
8. ↑  拉塞爾·T·戴維斯, 拜恩·格蘭特, 菲爾·哥連臣. . . 第1季. 第8集. 2005-05-14. BBC.
9. ↑  史蒂芬·莫法特, 占士·夏維斯, 拉塞爾·T·戴維斯. . . 第1季. 第9集. 2005-05-21. BBC.
10. ↑  史蒂芬·莫法特, 占士·夏維斯, 拉塞爾·T·戴維斯. . . 第1季. 第10集. 2005-05-28. BBC.
11. ↑  拉塞爾·T·戴維斯, 祖·阿亨, 菲爾·歌連臣. . . 第1季. 第12集. 2005-06-11. BBC.
12. ↑  拉塞爾·T·戴維斯, 祖·阿亨, 菲爾·歌連臣. . . 第1季. 第13集. 2005-06-18. BBC.
13. ↑  史蒂芬·莫法特,尼克·哈瑞,馬庫斯·威爾遜. . . 2013-11-23. BBC.
14. ↑  Richards, Justin. . BBC Books. May 2005. ISBN 0-563-48628-7.
15. 1 2  Cole, Stephen. . BBC Books. May 2005. ISBN 0-563-48629-5.
16. ↑  Rayner, Jacqueline. . BBC Books. May 2005. ISBN 0-563-48627-9.
17. ↑  Richards, Justin. . BBC Books. September 2005. ISBN 0-563-48637-6.
18. ↑  Roberts, Gareth. . BBC Books. September 2005. ISBN 0-563-48639-2.
19. ↑  Lyons, Steve. . BBC Books. September 2005. ISBN 0-563-48638-4.
20. ↑  Moffat, Steven. . Doctor Who Annual 2006. BBC.   [2012-12-30]. （原始内容存档于2012-07-03）.
21. ↑  Johnson, Rich. . Bleeding Cool. 2013-06-14  [2013-09-08]. （原始内容存档于2018-11-05）.
22. ↑  . Big Finish Productions.   [2013-09-08]. （原始内容存档于2019-03-24）.
23. ↑  . BBC News. BBC. 2010-04-12  [2012-05-22].
24. 1 2  McCracken, Edd. . The Sunday Herald. 2013-11-09  [2012-04-15]. （原始内容存档于2014-06-10）. – HighBeam
25. 1 2 3 4  . BBC News. BBC. 2004-03-22  [2012-04-03]. （原始内容存档于2004-04-02）.
26. ↑  . BBC News. 2004-03-22  [2012-04-22]. （原始内容存档于2006-11-17）.
27. 1 2 3  . BBC News. BBC. 2004-04-02  [2012-05-03]. （原始内容存档于2004-04-11）.
28. 1 2 3  . BBC Press Office. 2005-03-10  [2012-05-03]. （原始内容存档于2015-06-16）.
29. ↑  Hoggard, Liz. . The Guardian. 2005-03-20  [2012-05-03]. （原始内容存档于2012-10-26）.
30. ↑  . BBC News. BBC. 2005-04-04  [2012-06-25]. （原始内容存档于2017-08-05）.
31. 1 2  . Yorkshire Evening Post. 2010-06-15  [2012-04-30]. （原始内容存档于2013-11-05）. – HighBeam
32. ↑  Jeffery, Morgan. . Digital Spy. 2013-04-05  [2013-04-05]. （原始内容存档于2015-10-19）.
33. ↑  . Doctor Who TV. 2013-12-16  [2013-12-16]. （原始内容存档于2013-12-17）.
34. ↑  Russell, Gary. . BBC Books. 2006: 48. ISBN 978-0-563-48649-7.
35. ↑  . BBC Press Office. BBC. 2005-03-10  [2012-05-03]. （原始内容存档于2012-09-28）.
36. ↑  Sweet, Matthew, , The Evening Standard, 2005-03-22
37. 1 2 3 4 5  . . 第1系列. 第13集. 2005-06-18. BBC. BBC Three.
38. ↑  . BBC News. BBC. 2008-11-19  [2012-05-22]. （原始内容存档于2009-01-11）.
39. ↑  . BBC News. BBC. 2004-05-24  [2007-04-27]. （原始内容存档于2012-03-17）.
40. ↑  . Newsround. BBC. 2005-03-24  [2012-05-22]. （原始内容存档于2013-12-03）.
41. 1 2  Gibson, Owen. . The Guardian. 2005-03-10  [2012-03-18]. （原始内容存档于2012-10-10）.
42. ↑  Burk, Graeme; Smith?, Robert.  1st. ECW Press. 2012-03-06: 58. ISBN 1-55022-984-2.
43. ↑  Russell, Gary. . BBC Books. 2006: 164. ISBN 978-0-563-48649-7.
44. 1 2  McAlpine, Fraser. . BBC America. 2011-12-16  [2012-03-26]. （原始内容存档于2020-09-25）.
45. ↑  Russell T Davies; David Tennant; John Barrowman; Antony Head. . . 第3系列. 第40集. 2007-07-16. BBC Three.
46. 1 2  Barrowman, John; Barrowman, Carole E.  1st. Michael O'Mara Books. 2008-01-24: 18. ISBN 978-1843172895.
47. ↑  Delingpole, James. . The Spectator. 2005-03-26  [2012-03-30].[永久]
48. 1 2  Thomas, Lesna. . ABC. 2004-04-06  [2012-03-30]. （原始内容存档于2012-07-18）.
49. ↑  McCracken, Edd. . The Herald. 2009-01-03  [2012-03-30]. （原始内容存档于2015-06-15）.
50. ↑  Henley Davis, Richard. . The Economic Voice. 2009-12-24  [2012-03-30]. （原始内容存档于2013-03-28）.
51. ↑  Blair, Andrew. . Den of Geek. 2011-12-14  [2012-04-14]. （原始内容存档于2012-04-14）.
52. ↑  Oliver, Robin. . Sydney Morning Herald. 2005-05-21  [2012-03-29]. （原始内容存档于2013-09-21）.
53. ↑  . BBC News (BBC). 2005-09-06  [2010-12-29]. （原始内容存档于2012-05-21）.
54. ↑  Patmore, Chris. . Sci-Fi-London. 2005-12-06  [2012-06-25]. （原始内容存档于2006-05-11）.
55. ↑  . BBC.co.uk. BBC. 2005  [2010-12-29]. （原始内容存档于2009-04-20）.
56. ↑  West, Dave. . Digital Spy. 2006-12-08  [2012-03-29]. （原始内容存档于2015-09-24）.
57. ↑  White, Cindy. . IGN. 2011-04-22  [2012-03-29]. （原始内容存档于2011-12-10）.
58. ↑  Jeffrey, Morgan. . Digital Spy. 2012-07-30  [2012-07-30]. （原始内容存档于2015-09-23）.
59. ↑  Venning, Harry. . The Stage. 2005-04-04  [2012-04-14]. （原始内容存档于2012-08-19）.
60. ↑  Saney, Daniel. . Digital Spy. 2005-04-26  [2012-03-29]. （原始内容存档于2015-09-24）.

## 外部連結
- TARDIS Data Core上的相关条目： 第九任博士
- The Ninth Doctor on the BBC's Doctor Who Series 4 website （页面存档备份，存于）
- 2005 series trailer （页面存档备份，存于）
- Ninth Doctor's Theme Music  QuickTime file （页面存档备份，存于）